# Урушадзе, Рамаз Павлович
Рама́з Па́влович (Перу́зович) Уруша́дзе (груз. რამაზ პერუზის ძე ურუშაძე; 17 августа 1939, Ланчхути — 8 марта 2012) — советский футболист, вратарь. Мастер спорта СССР (1960).

## Биография
Начал играть в 1955 в Ланчхути в юношеской команде «Колмеурне».
Выступал за «Локомотив» и «Торпедо» (обе — Кутаиси) — 1958, 1960 (с июля)—1964, «Динамо» (Тбилиси) — 1959—1960 (по июнь), 1965—1971.
В чемпионатах СССР провёл 252 матча (из них в «Динамо» 161 игра), в основной и олимпийской сборной СССР сыграл по 2 матча. Участник отборочного матча КЕ-64, отборочных матчей ОИ-64, входил в сборную СССР на КЕ-64.
Тренер школы «Динамо» (Тбилиси) — с 1977.
Умер 8 марта 2012 года.
Сын — кинорежиссёр Заза Урушадзе.

## Достижения
- 3-й призёр чемпионатов СССР 1967, 1969, 1971.
- Финалист Кубка СССР 1970.
- В «33-х» — № 2 (1963).
- Входит в символический «Клуб Льва Яшина» (121 матч без пропущенных голов)[3].